# São Paulo Confessions
Albums de Suba
Angel's Breath
(1994) Rex Ilusivii In Vitro/Suba Within Us
(2005)
São Paulo Confessions est un album de Suba, sorti en 1999.

## L'album
Il fait partie des 1001 albums qu'il faut avoir écoutés dans sa vie. 

### Titres
Tous les titres sont de Suba, sauf mentions. 
1. Tantos Desejos (Taciana Barros)
2. Você Gosta (Taciana Barros)
3. Na Neblina
4. Segredo (Katia B.)
5. Antropófagos
6. Felicidade(Tom Jobim, Vinícius de Moraes)
7. Um Dia Comum (Em SP)
8. Sereia (Béco Dranoff (en), Cibelle)
9. Samba Do Gringo Paulista
10. Abraço (Arnaldo Antunes)
11. Pecados da Madrugada
12. A Noite Sem Fim

### Musiciens
- Arnaldo Antunes : voix
- Kátia B : voix
- Cibelle : voix
- Luis Do Monte : guitares
- Roberto Frejat : cavaco
- André Geraissati : guitare acoustique
- Joanna Jones : voix
- Kuaker : guitare
- Mestre Ambrósio : basse, percussions
- João Parahyba : batterie, percussions
- Edgard Scandurra : guitare
- Suba : claviers, piano, programmations
- Taciana Barros : voix